# Antoniuskapelle (Niederernen)

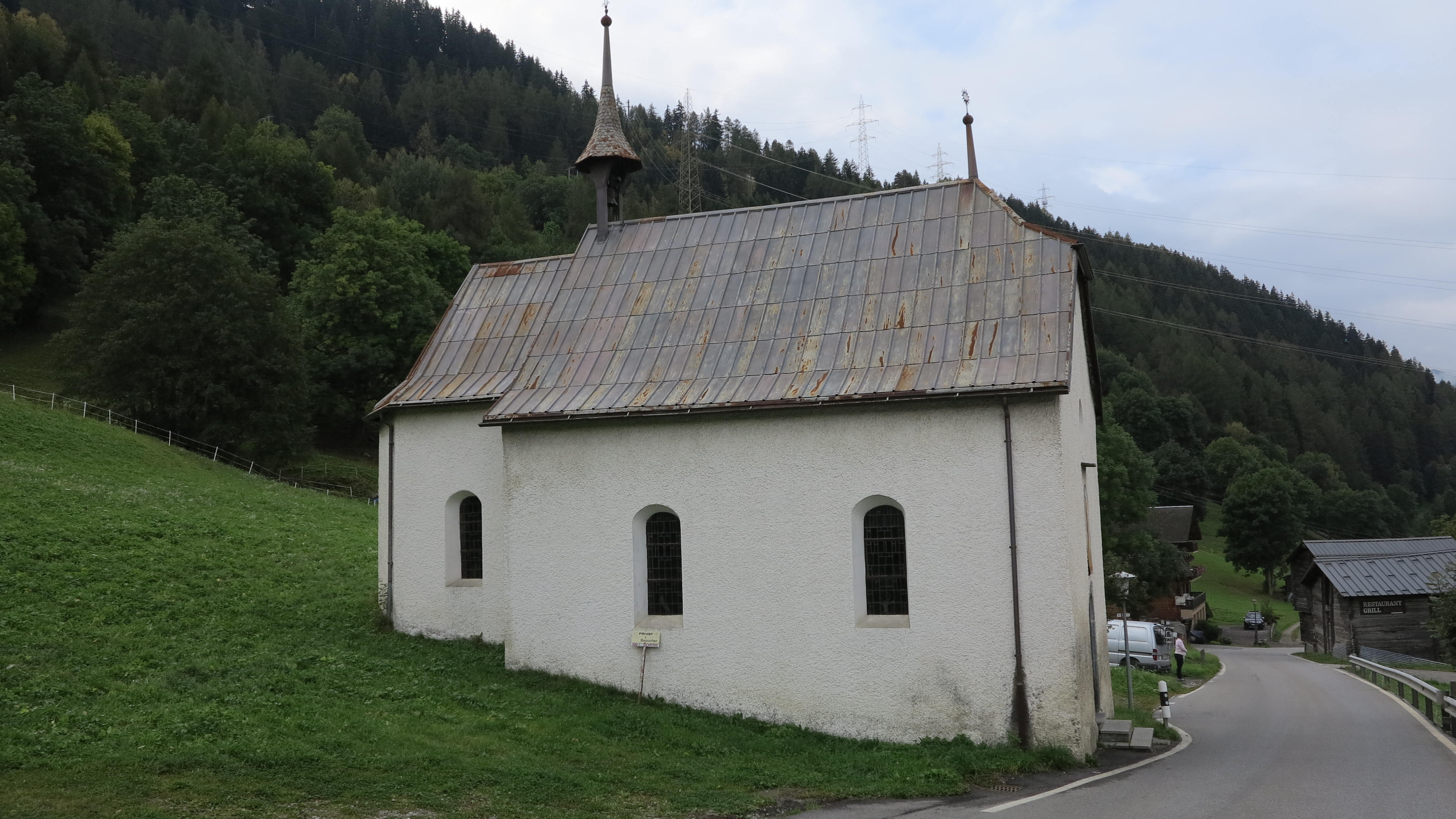
Antoniuskapelle

Die Kapelle des heiligen Antonius von Padua wurde 1684 erbaut. Sie befindet sich im Ortsteil Niederernen der Gemeinde Ernen im Untergoms im Kanton Wallis. Die Kapelle ist denkmalgeschützt, und zwar als Denkmal der mittleren Schutzstufe (B-Objekt).

## Geschichte
Da die Kirche auf die heiligen Immakulata (Unbefleckte Empfängnis) geweiht war, wurde 1704 im Visitationsakt verfügt, dass die Messfeier des Patroziniums auf das Fest der Sieben Freuden Mariens zu verlegen sei. Als Nebenpatrone erscheinen anfänglich die Heiligen Antonius und Stefanus (ab 1687). Der Heilige Stephanus wurde 1704 durch den heiligen Sebastian ersetzt. 1809 wurde das Heiligtum in die Kapelle des heiligen Antonius von Padua umbenannt. Am Gebäude wurden 1780, 1830 und 1877–1880 grössere Renovationen ausgeführt. Anlässlich der Totalrenovation 1931 wurden die Gewölbemalereien durch Hermann Liebich von Einsiedeln erneuert. Im Jahr 1959 wurde der Innenraum renoviert.

## Gebäude
Die Hauptachse der Kapelle befindet sich in südöstlicher Richtung. Sie besitzt ein rechteckiges Schiff, an das der kurze dreiseitig geschlossene und allseitig eingezogene Chor anschliesst. Sie ist mit einem geknickten Satteldach gedeckt, auf dem chorseitigen Dachende ist ein offener Dachreiter mit achtseitigem Spitzhelm aufgesetzt. Das Eingangsportal ist ein rundbogiges Giltsteinportal, über dem eine auf Blech gemalte Darstellung des heiligen Antonius von Padua angebracht ist. Diese Darstellung wurde 1931 von Hermann Liebich geschaffen.

## Innenraum
Der Chor ist um vier Stufen erhöht, welche in das Schiff hineinragen und die unterste Stufe trägt auch die beiden Seitenaltäre im Schiff. Ein friesloser Profilsims umzieht beide Räume, wobei der im Chor höher angesetzt ist. An der Rückwand des Schiffes ist anstelle des Simses ein getünchter Balken vorhanden. Die Räume werden von einer gipsernen Decke überspannt. Diese ist im Schiff als Schildbogentonne ausgeführt, welche mit fünf paarförmig gegliederten Schildbögen gegliedert wird. Im Chor ist sie ein fünfteiliges Kappengewölbe mit zentralem Medaillon.
Die Innenmalerei ist 1931 von Hermann Liebich aus Einsiedeln erneuert worden, der ursprüngliche Maler ist unbekannt. Der Stil Louis XVI. und die rokokohafte Weichheit lässt auf eine Entstehung im letzten Viertel des 18. Jahrhunderts schliessen, sie könnten anlässlich die Renovation 1780 oder etwas stilverspätet 1830 entstanden sein. Die Szenen sind nur im Schiff dargestellt, während im Chor nur die Ornamente verwendet wurden. Die Szenen orientieren sich zwar am Antoniuszyklus der St.-Antonius-Kapelle von Münster, doch beinhalten sie zwei zusätzliche Szenen und sind in einer anderen Reihenfolge oder auch seitenverkehrt abgebildet.
Der Hochaltar wird auf das Jahr 1684 datiert und den Meistern Johann Sigristen aus Glis und Moritz Bodmer aus Mühlebach zugeschrieben. Auf dem Gebälk befanden sich zwei Putten, die nachträglich angefügt worden sein müssen, denn sie werden Anton Sigristen († 1745) zugeschrieben. Eine davon wurde 1974 gestohlen. Der Altar besitzt ein dreiachsiges Hauptgeschoss mit aufgesetzter einachsiger Oberzone. In der Hauptnische befindet sich die Maria vom Sieg, in der linken der heilige Antonius von Padua, in der rechten der heilige Sebastian, in der durchbrochenen Oberzone die Gruppe des Heiligen Wandels.
Der linke Seitenaltar zeigt ein Gemälde des heiligen Ignatus mit zwei Flankenstauen, die rechte Joseph oder Jesus, die linke zeigt eine weibliche Heilige (Maria?). Die charakteristische Flankenstatue eines unbekannten Meister wurde 1974 gestohlen. Der rechte Seitenaltar zeigt ein Gemälde des heiligen Michael mit zwei Flankenstauen. Die rechte zeigt den heiligen Franziskus, die linke Johannes den Täufer.
Die Portaltüre wurde 1937 durch eine Kopie ersetzt, angefertigt von Emanuel und Ludwig Carlen aus Reckingen. Die Originaltüre aus dem Jahre 1684 befindet sich seit 1953 im Erner Zendenrat-Haus als Tür zum Sitzungszimmer.